# Джерело № 2 (Кричово)
Джерело № 2 — гідрологічна пам'ятка природи місцевого значення. Об'єкт розташований на території Тячівського району Закарпатської області, с. Кричово, урочище «Одаров».
Площа — 0,5 га, статус отриманий у 1984 році.